# Xã Wayne, Quận Lawrence, Pennsylvania
Xã Wayne (tiếng Anh: Wayne Township) là một xã thuộc quận Lawrence, tiểu bang Pennsylvania, Hoa Kỳ. Năm 2010, dân số của xã này là 2.606 người.